# Rhacophorus spelaeus
Rhacophorus spelaeus é uma espécie de anfíbio anuro da família Rhacophoridae. Está presente no Laos. A UICN classificou-a como vulnerável.